# 대분란전
대분란전(對紛亂戰, counter-insurgency)은 유격대, 테러리스트 등의 분란세력을 진압하기 위한 작전 및 행동이다. 대테러 작전, 대유격대 작전을 포괄하는 상위 개념이다. 국방부에서는 대반란전이라고 부른다. 영어 약자로는 COIN 임무라고 부른다.
분란세력은 지역의 정치적 장악을 목적으로 하고 있으며, 그 세력이 약소할 경우 정규군 등에 대하여 유격전 등의 전법을 취한다. 또한 민중의 지지가 있는 경우에는 공격과 보급 등에 민중의 지원을 얻을 수 있다. 때문에 대분란전에서는 군경 뿐 아니라 민간과의 협력작업이 요구되며, 비군사적 수단도 사용된다. 적의 후방지원을 파괴하기 위해 민생지원과 경제정책을 통해 분란세력이 유지될 수 없는 안정된 사회를 구축하고, 분란세력과 민중을 유리시키는 동시에 대테러, 대유격 등의 군사행동을 실시한다.

## 같이 보기
- FGM-148 재블린
- 연좌
- 죽음의 부대
- 분할통치
- 분란전
- 위장술책 작전
- 유격전
- 분란전
- 토비전
- 해군특수전개발단
- 델타 포스
- 코인텔프로
- 마오쩌둥